# Kostjurixia laharensis
Kostjurixia laharensis is een vliesvleugelig insect uit de familie van deEulophidae. De wetenschappelijke naam werd voor het eerst geldig gepubliceerd in 2009 door T. C. Narendran.